# Oncocnemis boursini
Oncocnemis boursini là một loài bướm đêm trong họ Noctuidae.